# Gonia foersteri
Gonia foersteri är en tvåvingeart som beskrevs av Johann Wilhelm Meigen 1838. Gonia foersteri ingår i släktet Gonia och familjen parasitflugor. Inga underarter finns listade i Catalogue of Life.